# Harald Wittig
Harald Wittig (* 14. Juni 1934 in Krems an der Donau; † 15. Jänner 2018) war ein österreichischer Politiker (ÖVP) und Landesbeamter. Er war von 1969 bis 1992 Abgeordneter zum Landtag von Niederösterreich.
Wittig besuchte nach der Volksschule ein Gymnasium und bildete sich danach an der Lehrerbildungsanstalt Krems weiter. Er trat 1954 in den Dienst des Landes Niederösterreich und war ab 1958 in der Straßenbauabteilung tätig. Daneben engagierte er sich als Hauptbezirkobmann des ÖAAB und ab 1975 als Gemeinderat in Krems. Zwischen 1977 und 1990 wirkte Wittig als Bürgermeister der Stadtgemeinde. Er vertrat die ÖVP zwischen dem 20. November 1969 und dem 30. November 1992 als Abgeordneter im Landtag. 